# Joar Blå
Joar Blå var enligt Erikskrönikan en riddare och storman som spelade en ledande roll vid valet av Valdemar Birgersson till svensk kung efter Erik Eriksson.
Joar har av en del historiker antagits vara identisk med den Joar Johansson som på 1200-talet beseglat ett av konung Erik Eriksson utfärdat brev och i sigillet förde ett lejonörnen liknande vapen, samt den herr Joar (dominus Joarus) som nämns i ett av kung Valdemar utfärdat brev från 1250-talet. Joar Blå har varit en attraktiv man att infoga i sitt släktträd, och i konstruerade släkttavlor utan källstöd har både Aspenäsätten och Fånöätten av äldre genealogiska författare ansetts ha sitt ursprung i Joar Blå, och i äldre genealogisk litteratur kallas denna konstruerade släkt för Blå, eller Blåätten. Även hans innehav av borgen Gröneborg är ifrågasatt. Joar Blå är en omtvistad gestalt i svensk historia eftersom källmaterialet, frånsett Erikskrönikan, ger mycket få ledtrådar om honom och kopplingen till Joar Johansson är en ren spekulation utan källstöd.

## Primärkällor

### Erikskrönikan
I Erikskrönikan utpekas Joar Blå som initiativtagare till valet av Birger jarls minderårige son Valdemar som kung av Sverige. Birger befinner sig vid tillfället på korståg i Finland, när Valdemar hastigt väljs efter Erik läspe och haltes död. När den hemkomne Birger med vred ton frågar varför sonen blivit kung och inte han själv, replikerar Joar att Valdemar är yngre och om det inte passar Birger så kan han skaka fram en ur sin egen rock, d.v.s att Joar själv kan bli kung:
| ” | Tha var hemma en riddare god ok saa til huru riket stodh Han heyt herra joar blaa han var swa välluger i rikit tha huat han giorde ok huat han loot thz war almoganom enkte amot han walde tha birgers son valdemar til konung som honom til retta baar Then tiid birge jerl kom hem tha wart han vreder summwm them Ther hans son haffde til konung takit ok sagde hwi er ekke heller jakit Fore thy at han ville rikeno rada som han ok giorde fore them badha Ok sporde hwo thz göra thorde herra joar sagde thz war iak thz giorde wy seem attu äst en äldre man ok tik er förre waan at dö än han Thy vildum wy honom rikit giffua vi hopum at han skal lenger liffua Thy skalttu ekke warda vredh wiltu ey haffuat tessa leedh Tha withom vy huar en annan sither oc tw gör aff thenna huat tu gither Tha huxade birger jerl ena stund k swarade sidhan tessa lund Hwar vilin i tha at konung skal vära jak veyt i maghen ey konung ombära Tha swarade herra Joar bla Thenna kiortil jak hauer här aa ther wil iak en konung vtfaa Ok lather thu tik ey nöghia tha fiöl jerlin jnnan en fögha haffwen then samma j hawin takit wy gitum inthe at honom vrakit | „ |

### Hakonarsagan
Erikskrönikans skildring av valet av Valdemar och Joar Blås agerande stämmer inte med skildringen i Håkan Håkanssons saga. I denna uppträder överhuvudtaget inte Joar Blå, och det förekommer flera kandidater till tronen, förutom Valdemar även Filip Knutsson (1200-talet), son till Knut Långe, och Knut Magnusson, dotterson till kung Knut Eriksson. Valet avgörs först när Birger återkommer från korståget och stöder sin son.

### En svensk krönika
Olaus Petri beskrev kungavalet i En svensk krönika:
| ” | Thå swarade her Joar Vndan thenna kiortelen som jach haffuer påå mich wilie wij få en konung, När Birger Jerl thet hörde, befruchtade han sich, at både han och hans son skulle mista konunga dömet, ther fore gaff han sich til fridz med thet som giordt war med hans son, Och wardt konung Valdemar crönter i Lincöping, Epter Christi byrdh Tolff hundrade itt och femtiyo åår, [och ther med stillades then trettan som hade warit emillan konung Suerkers och S. Erics slecht, ty konung Waldemar war på fädhernet aff konung Swerkers och på Modhernett aff S: Erichs slecht.] | „ |

## Genealogiska spekulationer
Joar Blå har av historiker som Carl Mauritz Kjellberg, med stöd av Rolf Pipping, antagits vara identisk med den Joar Johansson som nämns i ett par medeltidsbrev från 1200-talets första hälft samt den herr Joar (dominus Joarus) som nämns i ett av kung Valdemar utfärdat brev från 1250-talet.  Joars i Erikskrönikan uttalade dynastiska anspråk har fått vissa historiker att hypotetiskt utpeka honom som sonson till kung Erik den heliges bror Joar Jedvardsson, något som förutsätter en Johan Joarsson som mellanlänk, men denna hypotetiska person förekommer inte i någon källa. 
Joar Johansson förde i sigillet vapen som liknar en lejonörn. Vapen med sådana fördes av Aspenäsätten och Fånöätten, varför historiker fram till 1800-talet ibland ansett att dessa stammat från Joar Blå, och ibland även använt namnet "Blåätten". Någon släktskap mellan dem kan dock icke påvisas. Aspenäsätten kan närmast betraktas som en östgötasläkt, om ock dess stamgods Aspenäs var beläget i (dåvarande) norra Småland, i Ydre härad (numera Östergötland). Av dess medlemmar innehade tre lagmansämbetet i Östergötland. Släkten utdog på 1460-talet. Fånöätten, som på grund av släktskap å mödernet med den förra upptog lejonörnen i vapnet, var rent uppländsk och innehade godset Fånö i Uppland, i Trögd. Den utdog redan på 1330-talet. 

## Gröneborg
Enligt en tradition, som sträcker sig mer än 500 år tillbaka, utpekas Joar Blå som herre till Gröneborg nära Enköping där han gett namnet till stadens största nöjesetablissemang, som brann ner 2011 och gjordes om till medborgarhus.. I Ericus Olais krönika, vilken tillkommit före 1470, sägs angående Joar Blå: "habitatio Gröneborgh, non longe ab Enecopia". Hundra år senare, i en version av Erikskrönikan (Cod. O), har skrivaren noterat i marginalen: "Her Joar blå på gröneborgh wid Eneköping". 
Vid de rannsakningar efter antikviteter som befalldes in från landets kyrkoherdar under andra halvan av 1600-talet sägs om platsen att "der på skulle warit ett slått widh samma nampn een förnämblig Herre och Krijgsanförare ben:dh Ifwar Blåås residens". Även om de ovan nämnda källorna tydligt förlägger Gröneborg till Enköpingstrakten tillåter inte det bevarade källmaterialet från 1200-talet en exakt identifiering av Erikskrönikans Joar Blå och därför inte heller någon bestämd koppling till just Gröneborg.